# Nonnberg (Pleiskirchen)
Nonnberg ist ein Ortsteil von Pleiskirchen im oberbayerischen Landkreis Altötting.

## Lage
Das Pfarrdorf Nonnberg liegt etwa drei Kilometer nordwestlich von Geratskirchen und etwa fünf Kilometer nordöstlich von Pleiskirchen am Geratskirchner Bach im Isar-Inn-Hügelland. Die zu Nonnberg gehörige Ortschaft Strass ist sogar mit 529 m über dem Meeresspiegel der höchste bewohnte Punkt im Landkreis Altötting.

## Geschichte
Nonnberg geht vermutlich, wie der Name nahelegt, auf ein Nonnenkloster zurück, das vielleicht eine Außenstelle des Salzburger Stiftes Nonnberg war. Der Siedlungsname ist kurz vor 1300 als Nvnnperg, 1558 als Numbperg und 1588 als Nonnberg bezeugt, bei vielen Bewohnern ist aber die Bezeichnung "Nummberg" noch sehr geläufig.
Am 21. März 1218 weihte Rüdiger von Bergheim, der Bischof des Bistums Chiemsee, hier die erste Kirche. Vermutlich diente sie ursprünglich als Eigenkirche des in unmittelbarer Nachbarschaft gelegenen Meierhofs. Die Kirche war seit ihrer Weihe eine Filialkirche der Pfarrei Pleiskirchen. 
Die Ortschaft wurde von der Grenze zwischen den Landgerichten Eggenfelden und Altötting durchschnitten. Nonnberg unterstand zudem bis Anfang des 19. Jahrhunderts einer eigenen adligen Gerichtsherrschaft. Über zwei einschichtige Güter übte Baron Ezdorf zu Nonnberg und Wöllersdorf die Jurisdiktion aus. 1818 wurde die Gemeinde Nonnberg gebildet. 1873 errichtete Bischof Heinrich von Hofstätter die Expositur Nonnberg.
Am 1. Januar 1972 wurde im Zuge der Gemeindegebietsreform die Gemeinde Nonnberg mit den Gemeinden Pleiskirchen und Wald bei Winhöring vereinigt, wodurch die Gemeinde Pleiskirchen ihren jetzigen Umfang erhielt.

## Sehenswürdigkeiten
- Expositurkirche St. Mariä Himmelfahrt. Vom ursprünglichen Kirchenbau von 1218 ist noch der Turm erhalten. Die jetzige spätgotische Kirche wurde ab 1400 errichtet und 1427 geweiht. Sie besitzt im Inneren ein Netzgewölbe. Die Kirchenspitze ist der höchste Punkt der Gemeinde Pleiskirchen.
- Liste der Baudenkmäler in Pleiskirchen

## Bildung und Erziehung
- Kindergarten St. Nikolaus. Träger der viergruppigen Kindertagesstätte St. Nikolaus Nonnberg ist die Pfarrkirchenstiftung Pleiskirchen. Neben den Kindern der Gemeinde Pleiskirchen werden auch zahlreiche Kinder aus der Gemeinde Geratskirchen betreut, die teilweise zur Expositur Nonnberg gehören. Im Jahre 2009 erfolgte eine Renovierung des Gebäudes, die zur Modernisierung und Einrichtung einer Kinderkrippe nötig war. Während der Umbauarbeiten fand der Betrieb des Kindergartens in der Grundschule von Pleiskirchen statt.

## Vereine
- Holzlandschützen Nonnberg
- Kath. Landjugend Nonnberg
- Männerkongregation Nonnberg
- Freiwillige Feuerwehr Nonnberg
- KSK Nonnberg

## Persönlichkeiten
- Lorenz Hüttner (* 1934 in Nonnberg), Generalvikar und Dompropst des Bistums Passau